# 天童南スマートインターチェンジ
天童南スマートインターチェンジ（てんどうみなみスマートインターチェンジ）は、山形県天童市に建設中の東北中央自動車道のスマートインターチェンジである。名称は仮称である。

## 概要
本線直結型で建設され、利用可能車種はETC搭載の全車種で24時間運用、上下線ともに出入可となる予定。

## 道路
- E13 東北中央自動車道

## 沿革
- 2020年（令和2年）10月23日 : 国土交通省より連結許可[1]。

## 隣
E13 東北中央自動車道
(14)山形中央IC - (15)山形JCT - 天童南スマートIC（事業中） - (16)天童IC